# Coscinaraea monile
Coscinaraea monile là một loài san hô trong họ Siderastreidae. Loài này được Foskål mô tả khoa học năm 1775.